# Fattys første Kærlighed
Fattys første Kærlighed er en amerikansk stumfilm fra 1919 af Roscoe "Fatty" Arbuckle.

## Medvirkende
- Roscoe Arbuckle som Fatty
- Monty Banks
- Frank Hayes som Frank
- Kate Price som Kitty
- Al St. John som Al Clove